# عملة 5 رين

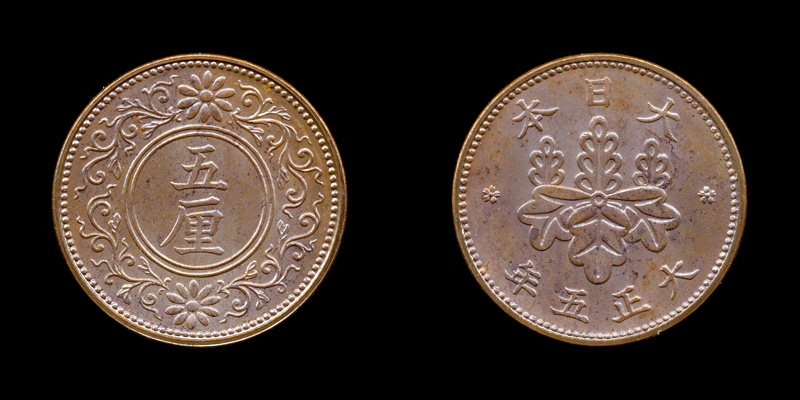
عملة 5 رين من عام 1916 (السنة الخامسة)

عملة 5 رين في اليابان five rin coin (五厘青銅貨) كانت عملة يابانية تساوي جزءًا من مائتي ين ياباني، حيث تساوي 5 رين1⁄2 سن، و100 سن تساوي 1 ين.  كانت هذه العملات الجيل التالي لعملة نصف سين ذات القيمة المتساوية والتي تم سكها سابقًا حتى عام 1888. بشكل عام، تاريخ عملة 5 رين قصير حيث تم سكها فقط من عام 1916 - 1919 قبل أن يتم تخفيض قيمتها النقدية. تم إلغاء تداولها لاحقًا بحلول نهاية عام 1953 وهي الآن متاحة على نطاق واسع لهواة الجمع.

## تاريخها
تم ذكر خمس عملات رين لأول مرة في قوانين العملات الجديدة التي تم إقرارها في عام 1897 عندما تحولت اليابان رسميًا إلى قاعدة الذهب .  تعد هذه العملات بمثابة الجيل التالي من حيث القيمة لعملة نصف سين التي تم إصدارها سابقا والتي تم سكها من عام 1873 - 1888.  في البداية، تم وضع جودة هذه العملة الجديدة "5 رين" في سبيكة برونزية مماثلة تتكون من 95% نحاس، و5% قصدير وزنك.  ومع ذلك، لم يتم سك الأنماط إلا في نهاية عهد الإمبراطور ميجي حيث كانت المهمة العاجلة في ذلك الوقت هي تصنيع العملات الذهبية والفضية وفقًا للقانون الجديد.   تم في النهاية سك خمس عملات رين للتداول في عام 1916 خلال السنة الخامسة من حكم الإمبراطور تايشو استجابة لارتفاع التضخم الناجم عن الحرب العالمية الأولى والذي أدى إلى نقص عام في العملات المعدنية الفرعية. 
بحلول هذا الوقت، تم تقليل قطر العملة "الخمسة رين" من حجم نصف سين (21.8 ملم) إلى 18.78 ملم ووزنها أقل من جرام.  كانت فترة سك العملة قصيرة حيث تم إيقاف خمس عملات رين بعد أربع سنوات فقط من الإنتاج بسبب الانخفاض الحاد في قيمتها النقدية.  وقد انتهى الطلب الإجمالي على العملات الثانوية مع انزلاق اليابان إلى ركود ما بعد الحرب.  تم إخراج خمس عملات رين في النهاية من التداول في نهاية عام 1953 وتم إلغاء التداول بها.
أصدرت الحكومة اليابانية قانون جديد خلال ذلك الوقت ألغى العملات الثانوية لصالح الين.  يمكن الآن بسهولة الحصول على عملة 65 رين في الدرجات المتداولة . ويرجع ذلك إلى وجود كمية كبيرة من العملات المعدنية الباقية التي احتفظ بها الجمهور إما كتذكارات أو من العملة غير المستخدمة. 

## العملات المتداولة
فترة تايشو
فيما يلي أرقام تداول عملة 5 رين، والتي تم سكها كلها بين اعوام الحكم من الخامس إلى الثامن من حكم الإمبراطور تايشو. تبدأ جميع التواريخ بالرمز الياباني 大正 (Taishō)، متبوعًا بسنة حكمه التي تم سك العملة المعدنية فيها. تتم قراءة كل عملة في اتجاه عقارب الساعة من اليمين إلى اليسار، لذلك في المثال المستخدم أدناه، ستتم قراءة "五" على أنها "السنة 5" أو 1916.
"السنة" ← "الرقم الذي يمثل سنة الحكم" ← "اسم الإمبراطور" (مثال: 年 ← 五 ← 正大)

## الاصدارات
| سنة الحكم | التاريخ الياباني | التاريخ الميلادي | سك العملة  |
| --------- | ---------------- | ---------------- | ---------- |
| الخامس    | 五               | 1916             | 8٬000٬000  |
| السادس    | 六               | 1917             | 5٬287٬584  |
| السابع    | 七               | 1918             | 11٬661٬877 |
| الثامن    | 八               | 1919             | 17٬130٬539 |